# Еловый Падун (Новосибирская область)
Еловый Падун — исчезнувшая деревня в Болотнинском районе Новосибирской области. На момент упразднения входила в состав Боровского сельсовета. Исключена из учётных данных в 1971 году.

## География
Располагалась на правом берегу ручья Еловый Падун в месте впадения его в реку Икса, в 2,5 км к северо-западу от деревни Витебск.

## История
Посёлок Еловый Падун был основан в 1907 г. В 1926 году состоял из 30 хозяйства. В административном отношении входил в состав Нижне-Елбанского сельсовета Болотнинского района Томского округа Сибирского края.
До 1966 года входила в состав Зудовского сельсовета; до 1970 года в Дивенском сельсовете. Решением Новосибирского облисполкома от 27.09.1971 г. № 650 деревня исключена из учётных данных как фактически не существующая.

## Население
По переписи 1926 г. в посёлке проживало 167 человек (83 мужчины и 84 женщины), основное население — белоруссы.